# Görcs
A görcs, vagy más néven izomgörcs az izomzat hirtelen jelentkező, fájdalommal járó, önkéntelen összehúzódása, amely általában rövid ideig tart és többnyire nem okoz sérülést. Az izomgörcs az egészen enyhe fájdalomérzettől az erős fájdalomig terjedhet, mely során bénulás-szerű tüneteket érezhet az érintett személy. Az izomgörcs általában magától elmúlik rövid időn (másodperceken, perceken, vagy órákon) belül. Izomgörcs kialakulhat mind a vázizomzatban, mind pedig a simaizmokban. A görcsök kiváltó oka lehet az izomfáradtság, illetve elektrolithiány (például alacsony magnézium-, kalcium-, vagy káliumszint). Időnként görcsökkel járhat a gyomorrontás, illetve a menstruáció is.

## Okai
Görcsöket okozhat vérellátási zavar, a külső hőmérséklet jelentős változása rövid időn belül, a kiszáradás, vagy a vérben található oldott anyagok alacsony koncentrációja. Az izomgörcs lehet járulékos tünete a terhességnek, vesebetegségnek, pajzsmirigy-rendellenességeknek, alacsony káliumszintnek, alacsony magnéziumszintnek, alacsony kalciumszintnek, nyughatatlan láb szindrómának, visszérnek, valamint sclerosis multiplexnek is.

## Kezelése
Az izomgörcsöket masszírozással, nagy mennyiségű folyadék fogyasztásával lehet elmulasztani. Ásványi anyagok hiánya esetén figyelni kell a fokozott elektrolitbevitelre. 
Kinin használatára csak akkor lehet szükség, ha már más egyéb módszerek nem segítettek a betegen.
A különböző görcsoldó gyógyszerekben a következő hatóanyagokkal találkozhatunk: drotaverin, hioszcin, ibuprofén, mebeverin.
Számos gyógynövény, egyebek mellett az orvosi székfű, a mezei menta teája többek közt görcsoldó hatású.

## Fordítás
Ez a szócikk részben vagy egészben  a   Cramp című angol Wikipédia-szócikk ezen változatának fordításán alapul.  Az eredeti cikk szerkesztőit annak laptörténete sorolja fel. Ez a jelzés csupán a megfogalmazás eredetét és a szerzői jogokat jelzi, nem szolgál a cikkben szereplő információk forrásmegjelöléseként.